# 戸籍統一文字
戸籍統一文字（こせきとういつもじ）とは、日本の戸籍システムにおいて戸籍に記載できる文字、すなわち戸籍システムが取り扱う必要がある文字のことであり、戸籍統一文字番号とは、戸籍統一文字に付された番号のことである。

## 概要
戸籍統一文字とは、法務省が戸籍のオンライン手続に使用することを目的として、異なるコンピューター間での正確な文字伝達・交換を実現するために、戸籍に使うことができるとされている文字、すなわち戸籍事務で取り扱う必要のある文字すべてに戸籍統一文字番号、字形情報、読み、画数、部首などの属性情報が付与したものである。戸籍統一文字番号（または戸籍統一番号）とは、すべての戸籍統一文字を部首別画数順に整列し、それぞれに数字6桁で「000010」から10ずつの繰り上がりで番号を付番した6桁の番号のことである。
どのような文字が戸籍統一文字に含まれており、どのような戸籍統一文字番号を持っているかは法務省の公式サイトで調べることができるほか、戸籍統一文字番号を記載した書物もいくつか出版されている。
住民基本台帳ネットワークシステムで使用される文字についてもこの「戸籍統一文字」と同様に総務省が選定した住民基本台帳ネットワーク統一文字およびそれに付された統一文字コードという番号が存在するが、戸籍統一文字が5万6040字（5万5267字の漢字のほかに、平仮名・片仮名・変体仮名・括弧類・ラテン文字・ギリシア文字・キリル文字・アラビア数字などの非漢字が773字）あるのに対して住民基本台帳ネットワーク統一文字は約2万字（住基ネット統一文字コードの文字数については2万1000字とするものや19,435字とするものなどがある）と全体数が大きく異なっており、戸籍統一文字との互換性はない。例えば、戸籍統一文字で別々の番号が振られている字体が住民基本台帳ネットワーク統一文字では一つしかなかったり、逆に住民基本台帳ネットワーク統一文字では別番号が振られている文字が戸籍統一文字にはないなど統一されていない。

## 制定の背景
戸籍事務の電算化は1994年から順次実施されていったものの、戸籍法をはじめとする法令・通達や規則などにより戸籍に使うことができるとされている文字、すなわち戸籍事務で取り扱う必要のある文字は約5万字あり、この文字数はパソコンなどの一般的な日本語を使用できる情報システムにおいて扱うことのできる文字であるJIS X 0208の第一水準、第二水準よりもはるかに多く、またJIS X 0208で定められている包摂基準では同一の漢字として取り扱われる一点しんにょうと二点しんにょうを明確に区別する必要があるなど、JIS X 0213（第三水準、第四水準）やJIS X 0212（補助漢字）を使用可能な文字に加えても、またJIS X 0221（Unicode）を使用したとしても必要な条件を満たすことはできないものであるために、多くの自治体ではそれぞれ独自に多数の外字を登録して処理していた。そのために基本となる文字コードと登録してある外字が同じである同一の市区町村（またはシステムを共有している自治体グループ）内でのデータのやりとりを行う際には問題は発生しないものの、異なる文字コードや外字を使用する他の自治体（または自治体グループ）とデータ交換を伴う戸籍事務処理を行う場合、文字の正確なデータ交換を行うことはできなかったため、その都度外字を作成したり紙の文書をやりとりするなどの方法で対応してきた。
行政手続等における情報通信の技術の利用に関する法律（平成14年法律第151号）が制定され、電子情報処理組織を使用して行なった申請・処分通知などを、書面などにより行われたものとみなすことになったところ、平成15年9月12日の構造改革特区推進本部決定「構造改革特区の第3次提案に対する政府の対応方針」における「別表2　全国で実施することが時期、内容ともに明確な規制改革事項（第3次提案追加分）」において戸籍手続きのオンライン化が取り上げられ、これに基づいて2004年4月に施行された平成16年4月1日付け法務省令第28号「戸籍法施行規則の一部を改正する省令」によりインターネットを使って戸籍の謄抄本や電子戸籍証明書の請求・交付、婚姻届など各種届出が可能になったことから、それまでのように「その都度外字を作成する」とか「紙の文書をやりとりする」などの方法では対応できないことになった。そこで戸籍事務で取り扱う必要のある文字をすべて拾い上げ、それに統一した番号を振ることによって、個々のシステム内部では異なる文字コードを使用しているシステム同士でも文字の正確なデータ交換ができるようなシステムが生み出された。

## 標準仕様書
戸籍手続オンラインシステムによる戸籍事務の取扱い範囲、戸籍の記録事項証明書の交付請求や交付方法、戸籍の届出などの扱いなどを定めた法務省（法務局）から市区町村へ発出された通達である平成16年4月1日付法務省民一第928号民事局長通達「電子情報処理組織による戸籍の記録事項証明書等の交付請求及び戸籍の届出等の取扱いについて」において「オンラインシステムは、別冊1「戸籍手続オンラインシステム構築のための標準仕様書」に定める標準仕様に準拠したものでなければならない」と定められており、戸籍統一文字と戸籍統一文字番号についても同通達別冊2「戸籍統一文字」と同通達別冊3「戸籍統一文字データベース利用手順書」において定められている。

## 文字の選定基準
上記「戸籍手続オンラインシステム構築のための標準仕様書」の第2章に戸籍統一文字の選定基準が記述されている。その内容は以下の通りである。この基準によって56,044字が戸籍統一文字として採用されている。
- (1) 次の基準に該当する文字を戸籍統一文字に採用する。
  - ア 漢和辞典に掲載された正字等および俗字などの文字
  - イ 常用漢字および人名用漢字
  - ウ 規則又は通達等による俗字などの文字
  - エ 規則、通達または先例などにおいて、戸籍に記載可能な文字と判断された文字
- (2) 誤字（譌字[注 2]・略字[注 3]を含む）および記号などは採用しないが、次の場合は例外として採用する。
  - ア JIS第1水準漢字・第2水準漢字および補助漢字の文字のうち、上記 (1) に含まれない文字であって誤字とされているものおよび記号
  - イ 地名外字

## 戸籍統一文字の追加
戸籍に使用する必要があるにもかかわらず戸籍統一文字に含まれていない文字があることが明らかになったときは市区町村長は法務局に報告することとなっており、これにより戸籍統一文字を追加することになっている。